# Lord-lieutenant du Rutland
Ceci est une liste de personnes qui ont servi comme lord-lieutenant du Rutland. Ce poste a été supprimé le 31 mars 1974, l'area relevant du lord-lieutenant du Leicestershire, mais a repris en 1997. Depuis 1690, tous les Lord Lieutenants ont été également Custos Rotulorum of Rutland.

## Lord-lieutenants du Rutland jusqu'en 1974
- Henry Manners, 2e comte de Rutland 1559–1563
- Henry Hastings, 3e comte de Huntingdon ? – 14 décembre 1595
- George Hastings, 4e comte de Huntingdon 2 octobre 1596 – 30 décembre 1604
- vacant
- John Harington, 1er baron Harington d'Exton 16 mai 1607 – 23 août 1613
- John Harington, 2e baron Harington d'Exton 8 octobre 1613 – 27 février 1614
- Henry Hastings, 5e comte de Huntingdon 1614–1642 conjointement avec
- Ferdinando Hastings, 6e comte de Huntingdon 27 décembre 1638 – 1642
- David Cecil, 3e comte d'Exeter 5 mars 1642 - 1643[1]
- Interregnum
- Baptiste Noel, 3e vicomte Campden 9 août 1660-29 octobre 1682
- Edward Noel, 1er comte de Gainsborough 17 novembre 1682 – 23 janvier 1688 conjointement avec
- Wriothesley Noel, vicomte Campden 24 mars 1685 – 23 janvier 1688
- Henry Mordaunt, 2e comte de Peterborough 23 janvier 1688 – 28 août 1690
- Bennet Sherard, 2e baron Sherard 28 août 1690 – 15 janvier 1700
- Bennet Sherard, 3e baron Sherard 11 mars 1700 – 14 novembre 1712
- John Cecil, 6e comte d'Exeter 14 novembre 1712-12 septembre 1715
- Bennet Sherard, 1re comte de Harborough 12 septembre 1715 – 16 octobre 1732
- Philip Sherard, 2e comte de Harborough 17 juillet 1733 – 20 juillet 1750[2]
- Brownlow Cecil, 9e comte de Exeter 6 juin 1751 – 12 avril 1779
- George Finch, 9e comte de Winchilsea 12 avril 1779 – 2 août 1826
- Brownlow Cecil, 2e marquis d'Exeter 7 octobre 1826 – 16 janvier 1867
- Charles Noel, 2e comte de Gainsborough 22 février 1867-13 août 1881
- William Tollemache, 9e comte de Dysart 3 novembre 1881 – 29 mars 1906
- John Brocklehurst, 1er baron Ranksborough 29 mars 1906 – 28 février 1921
- Gilbert Heathcote-Drummond-Willoughby, 2e comte de Ancaster 6 janvier 1921 – 29 septembre 1951
- William Melville Codrington 5 février 1951 – 29 avril 1963
- Thomas Charles Stanley Haywood 12 août 1963 – 31 mars 1974 (subsequently lord-lieutenant du Leicestershire)

## Lord-lieutenants du Rutland depuis 1997
- Sir Thomas Lawrie (Jock) Kennedy 1er avril 1997 – 14 juillet 2003[3]
- Laurence Howard 14 juillet 2003 – présent[4]